# Journal of Business & Economic Statistics
El Journal of Business & Economic Statistics es una revista académica trimestral revisada por pares publicada por la Asociación Estadounidense de Estadística.  La revista cubre una amplia gama de problemas aplicados en estadísticas económicas y comerciales, incluida la previsión, el ajuste estacional, el análisis aplicado de demanda y costos, modelos econométricos aplicados, finanzas empíricas, análisis de encuestas y datos longitudinales relacionados con problemas económicos y comerciales, el impacto de discriminación en salarios y productividad, rendimiento de la educación y la formación, los efectos de la sindicalización y aplicaciones de la teoría del control estocástico a los problemas económicos y empresariales.  